# Déventsi
Déventsi (búlgaro: Дѐвенци) es un pueblo de Bulgaria perteneciente al municipio de Chervén Bryag de la provincia de Pleven.
Se ubica unos 5 km al sur de la ciudad de Koinare, separado de la ciudad por el río Iskar.
Recibe su nombre del pueblo de Dévene en el municipio de Vratsa, de donde procedían los primeros pobladores que fundaron el pueblo a mediados del siglo XIX. Originalmente estaba ubicado en la misma orilla del río Iskar, pero la localidad se fue desplazando hacia el sur para evitar las inundaciones. La iglesia del pueblo se construyó en 1935.

## Demografía
En 2011 tenía 654 habitantes, de los cuales el 96,02% eran étnicamente búlgaros.
En anteriores censos su población ha sido la siguiente:
| Gráfica de evolución demográfica de Déventsi entre 1934 y 2011 |
|                                                                |